# 中国驻温哥华总领事馆
中华人民共和国驻温哥华总领事馆（英語：Consulate-General of the People's Republic of China in Vancouver），简称中国驻温哥华总领事馆，是中华人民共和国派驻加拿大不列颠哥伦比亚省温哥华的最高级别外交机构。领区包括不列颠哥伦比亚省和育空地区。